# 올림픽 바베이도스 선수단
올림픽 바베이도스 선수단은 바베이도스 대표로 올림픽에 참가하는 선수단이다. 바베이도스는 1968년에 올림픽에 처음 참가했다. 현재까지 올림픽 메달은 2000년 하계 올림픽 육상 남자 100m에서 오바델레 톰슨이 동메달을 딴 것이 유일하다. 

## 종목별 메달 집계
| 경기        | 금 | 은 | 동 | 합계 | 순위 |
| ----------- | -- | -- | -- | ---- | ---- |
| 올림픽 육상 | 0  | 0  | 1  | 1    | 96   |
| 합계        | 0  | 0  | 1  | 1    | 141  |

## 메달리스트 목록
| 메달   | 이름          | 대회          | 종목 | 세부종목  |
| ------ | ------------- | ------------- | ---- | --------- |
| 동메달 | 오바델레 톰슨 | 2000년 시드니 | 육상 | 남자 100m |

## 같이 보기
- 분류:바베이도스의 올림픽 참가 선수
- 1960년 하계 올림픽 영국령 서인도 선수단